# Jery
Ы (onderkast: ы) of jery is een letter van het cyrillische alfabet en wordt gebruikt in het Russisch. Het wordt uitgesproken als /i/.

## Weergave

### Unicode
De Ы en ы zijn in 1993 toegevoegd aan de Unicode 1.0 karakterset.
In Unicode vindt men Ы onder het codepunt U+042B (hex) en ы onder U+044B.

### HTML
In HTML kan men voor Ы de code &Ycy; gebruiken, en voor ы &ycy;.